# Международный совет христиан и евреев
Международный совет христиан и евреев (англ. International Council of Christians and Jews, ICCJ) — это головная организация, объединяющая 38 национальных групп в 32 странах мира, участвующих в христианско - еврейском диалоге. Совет основан как реакция на Холокост, после которого многие группы богословов, историков и педагогов посвятили свои усилия поиску христианско-еврейского примирения.

## История

### Предпосылки в США
Предпосылки к основанию Совета восходят к первой половине XX века, когда в англосфере существовали две важные организации; Американская национальная конференция христиан и евреев (National Conference of Christians and Jews и Британский совет христиан и евреев (Council of Christians and Jews). Американская организация была основана членом пресвитерианской церкви в США Эвереттом Клинчи (Everett R. Clinchy) после межконфессиональных волнений в 1920-х годах. Беспорядки был спровоцированы вторым Ку-клукс-кланом Хирама Уэсли Эванса и аналогичными группами, протестующим против избрания Альфреда Смита на пост президента США в 1928 году. Клинчи стремился создать межрелигиозную организацию, выступающую за религиозную терпимость, сосредоточив внимание на трех основных американских религиозных группах — протестантах, католиках и иудеях. Этому предшествовало учреждение межрелигиозного Комитета доброй воли (Committee of Goodwill), основанный экуменическим Федеральным советом церквей (Federal Council of Churches) и еврейской организацией Бней-Брит.

### Предпосылки в Великобритании
Британская организация ведет идейное происхождение от Джеймса Паркера (James Parker), англиканского священнослужителя, автора  «Jew and His Neighbour» (1929) и «The Conflict of the Church and the Synagogue» (1934). Паркер был стойким иудофилом, постулировал взгляд на историю, который решительно выступал против любой миссионерской деятельности христиан по обращению приверженцев талмудического иудаизма. Эта позиция отличала его почти от всех его современников. Его взгляды заложили основу для создания в 1942 году Совета христиан и евреев англиканским архиепископом Кентерберийским Уильямом Темплом и главным раввином Соединенного Королевства Джозефом Герцем. Католическую церковь представлял кардинал Артур Хинсли. Католическая церковь с подозрением относилась к предполагаемому индифферентизму и вышла из Совета в 1954 году (за что подверглась нападкам со стороны британских СМИ), прежде чем воссоединиться с Советом во время понтификата Папы Иоанна XXIII.

### Основные этапы
Первая конференция Международного совета христиан и евреев состоялась в Оксфорде в августе 1946 года в начале Холодной войны. Она была посвящена теме «Свобода, справедливость, ответственность».  Среди наиболее выдающихся деятелей были Джеффри Фишер, Рейнгольд Нибур, Руфус Айзекс, Ричард Батлер, Лео Бек и Алан Пэйтон. Присутствовали представители Великобритании, США, Австралии, Канады, Чехословакии, Дании, Франции, Германии, Нидерландов, Подмандатной Палестины, Южной Африки, Швеции и Швейцарии. Большинство участников были либо протестантами, либо евреями. Главной темой обсуждения был антисемитизм в Европе.
В 1947 году прошла Зелисбергская конференция (Seelisberg Conference), организованная под эгидой американских и британских ветвей Совета. В итоге было основано Французское отделение в 1948 году под названием Amitié judéo-chrétienne de France, а отделение в Германии под названием Deutscher Koordinierungsrat der Gesellschaften für Christlich-Jüdische Zusammenarbeit — в 1949 году.

## Миссия
В своём уставе Совет утверждает следующие направления деятельности:
- способствует взаимопониманию и сотрудничеству между христианами и евреями на основе взаимоуважения,
- рассматривает вопросы прав человека и человеческого достоинства, закрепленные в традициях иудаизма и христианства,
- противостоит всем формам предрассудков, нетерпимости, дискриминации, расизма и злоупотребления религией в политических целях,
- утверждает, что в честном диалоге каждый человек остается верным своей основной вере, признавая в другом человеке его целостность и инаковость,
- координирует деятельность по всему миру посредством конференций, регулярно проводимых в разных странах,
- поощряет исследования и просвещение во имя межрелигиозного взаимопонимании среди студентов, преподавателей, религиозных деятелей и ученых,
- осуществляет информационно-просветительскую работу в регионах, в которых пока отсутствует структурированный иудейско-христианский диалог,
- предоставляет платформу для богословских дебатов.

## Расположение

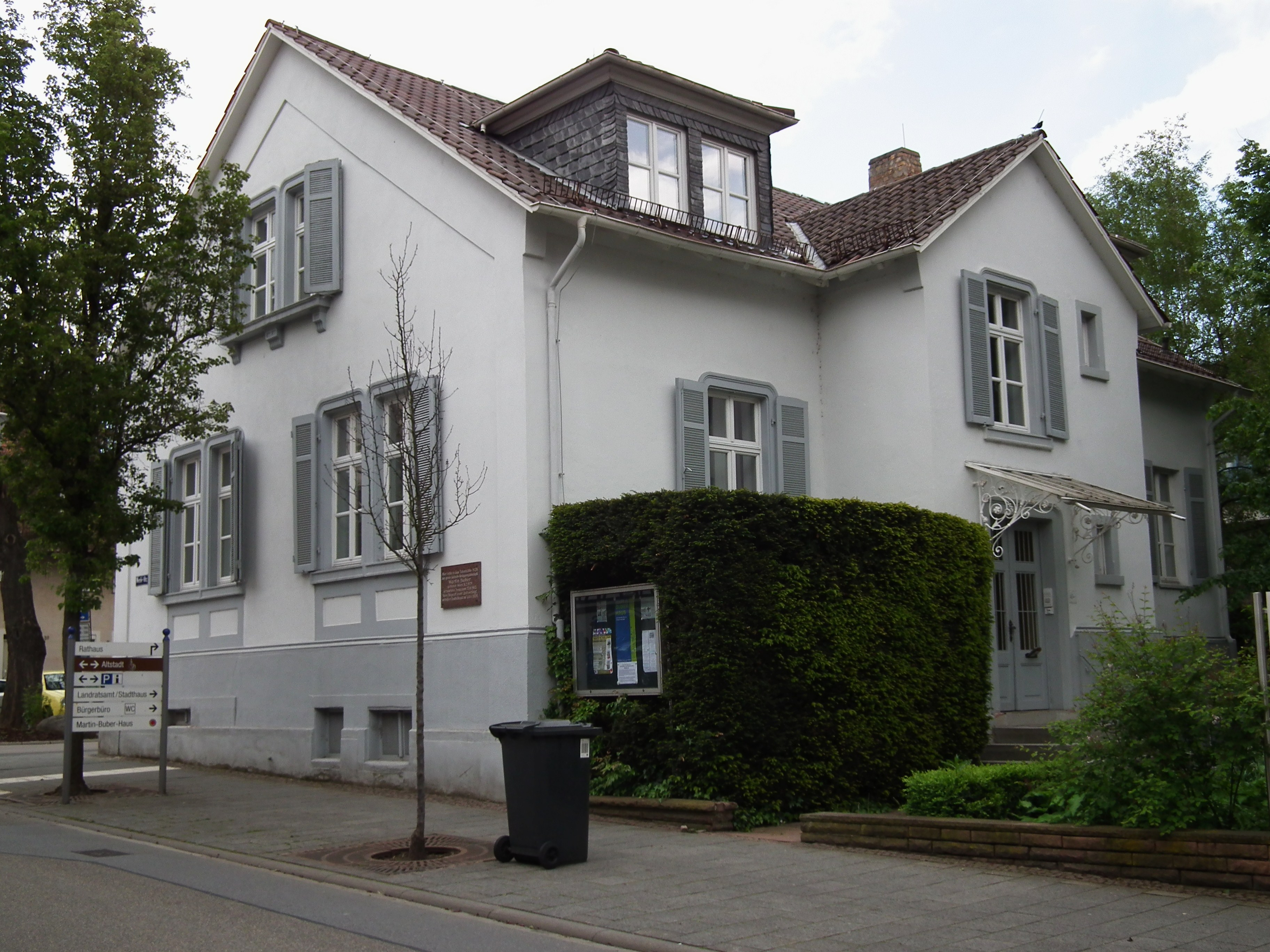
Дом Мартина Бубера в Хеппенхайме на Бергштрассе, Германия

Международная штаб-квартира Совета расположена в Хеппенхайме (Германия) в доме еврейского философа Мартина Бубера, где он жил, пока преследования нацистов не вынудили его бежать из Германии.

### Деятельность
В 1993 году Совет опубликовал статью «Евреи и христиане в поисках общей религиозной основы для содействия созданию лучшего мира» (Jews and Christians in Search of a Common Religious Basis for Contributing Towards a Better World). Этот документ содержит еврейские и христианские взгляды на взаимное общение и сотрудничество, а также совместный взгляд на общую религиозную основу для сотрудничества евреев и христиан
В последние годы Совет и его члены все активнее участвуют в диалоге авраамических религий.